# Sineuers Independents
L'Agrupació Electoral Sineuers Independents (S.I.) va ser una organització política de l'àmbit local del municipi de Sineu, d'ideologia progressista, fundada el 1979 i dissolta el 2015. Es definia com una formació política independentista, progressista, ecologista, nacionalista, socialista, pacifista, inconformista.

## Història
Als seus inicis aquesta formació aglutinava diversos sectors ideològics (nacionalistes, socialistes, verds i republicans), i al llarg de la història s'han produït diverses escissions. Habitualment ha demanat el vot pel PSM-Entesa Nacionalista en les eleccions autonòmiques, i en els darrers comicis ha donat suport al Bloc per Mallorca (coalició preelectoral formada per PSM, Esquerra Unida de les Illes Balears, Els Verds de Mallorca, i Esquerra Republicana de Catalunya).
Sineuers Independents ha format part de la corporació municipal del poble des de la fi de la transició espanyola fins a l'any 1999 ininterrompudament, en successives majories absolutes. Posteriorment també ha format part de la corporació municipal, durant un període comprès entre l'any 2001 i el 2003, gràcies a una moció de censura contra el pacte de govern entre PP i UM, a la qual va donar suport una regidora del PP, Apol·lònia Llull "Bovet". Jaume Ferriol "Curolla" i Andreu Matas "Remos" han estat els dos batlles per Sineuers Independents.
L'any 1999 Sineuers Independents van perdre la majoria absoluta, obtenint 5 regidors. En aquestes eleccions, el PP aconseguí 4 regidors i Unió Mallorquina n'aconseguí 2. Aquests dos partits establiren un pacte de govern municipal pel qual la batlia seria per Unió Mallorquina, afavorint això una major entesa entre l'ajuntament i el Consell de Mallorca (governat pel segon Pacte de Progrés, amb Maria Antònia Munar al davant). L'any 2001, la falta d'acord entre els líders de la coalició PP - Unió Mallorquina, va dur a Apol·lònia Llull (PP) a donar suport a la moció de censura que retornà la batlia a Jaume Matas, de Sineuers Independents.
Les eleccions locals del 2003 deixen un mapa polític lleugerament diferent, amb 4 regidors per Sineuers Independents, 3 regidors per Unió Mallorquina, 3 pel PP, i 1 pel PSIB-PSOE (el PSIB-PSOE, a Sineu, sorgeix a partir de l'escissió d'una part de Sineuers Independents descontenta amb la moció de censura). El govern originat pel nou pacte PP - Unió Mallorquina atorgava dos anys de batlia al líder nacionalista Josep Oliver "Pavarotti" i els dos anys següents al nou líder popular, Josep Oliver "Boter". Tres mesos després de la presa de possessió de Josep Oliver "Boter" es destapà l'escàndol del desfalc en les arques municipals, duit a terme per la recaptadora de tributs, Martina Gelabert (que va extreure una quantitat xifrada en 880.000 euros, segons una auditoria externa).
El mapa polític actual en el municipi de Sineu és encara més divers. En les eleccions del 2007 el PP va obtindre majoria simple a Sineu per primera vegada en la història, obtenint 5 regidors. Sineuers Independents en va aconseguir 3, Unió Mallorquina va baixar fins a 1 regidor, el PSIB-PSOE va conservar 1 regidor que tenia de les passades eleccions, i ERC aconsegueix 1 regidor en les primeres eleccions en què es presenta a Sineu. Cal dir que Esquerra Sineu, ERC, neix per una escissió d'alguns simpatitzants de Sineuers Independents.
El darrer líder de Sineuers Independents ha estat Miquel Gelabert "Fuli".